# Zhu Jian
Zhu Jian (en chino, 朱戬; pinyin, Zhū Jiǎn) (Nantong, Jiangsu, 4 de mayo de 1991) es un actor y modelo chino, principalmente conocido por su papel del rey Zhi Ming en la serie web Men with Sword.

## Biografía

### Primeros años
Zhu Jian nació el 4 de mayo de 1991 en la ciudad de Nantong, provincia de Jiangsu. Su familia se compone de sus padres y una hermana mayor. Durante su juventud incursionó en áreas como la caligrafía, pintura y baloncesto. Asistió y se graduó del Suzhou Arts and Crafts Institute, donde estudió mercadeo. Tras graduarse, trabajó durante un mes como profesor en una escuela de arte, donde se dedicaba a enseñar pintura a niños. Más adelante, Zhu abrió una tienda de ropa en un centro comercial de su ciudad natal, donde fue descubierto por una revista de moda; modeló para dicha revista durante dos años.

### Carrera
Zhu debutó como actor en 2016, tras interpretar al ingenuo y holgazán rey Zhi Ming en la serie web Men with Sword. Dicha serie acumuló un total de 430 millones de visitas,  convirtiéndose en una de las diez series más populares de Sohu Video. Zhu repitió su rol en una segunda temporada de la serie, la cual fue filmada entre febrero y mayo de 2017, y estrenada el 15 de junio. El 25 de abril de ese mismo año, ganó el Annual Newcomer Award, un reconocimiento otorgado de forma anual al mejor artista nuevo. Dicho premio le fue otorgado junto a su colega Zha Jie.
El 4 de mayo, Zhu lanzó su primer sencillo, San Geng Shifen Liushu Qian, y también protagonizó la película Imperial Kitchen God.
El 7 de enero de 2018, Zhu ganó un Golden Jubilee Award en la categoría de "mejor estrella de series web" del año. Más adelante ese mismo año, interpretó a He Ji en la serie Untouchable Lovers, a Yang Hao en Tomb of the Sea, y a Lao'ai en The Legend of Hao Lan.

## Vida personal
En marzo de 2017, durante una sesión de fotos para la segunda temporada de Men with Sword, Zhu fue accidentalmente herido por su coprotagonista Zha Jie con una espada de utilería, lo que resultó en un corte en el párpado de su ojo izquierdo que requirió cinco puntos de sutura.

## Filmografía

### Televisión
| Año  | Título                | Papel        | Notas      |
| ---- | --------------------- | ------------ | ---------- |
| 2016 | Men with Sword        | Zhi Ming     | Principal  |
| 2017 | Weapon & Soul 2       | Kong Hai-you | Secundario |
| 2017 | Men with Sword 2      | Zhi Ming     | Principal  |
| 2018 | Untouchable Lovers    | He Ji        | Secundario |
| 2018 | Pretty Man            | A-Wen        | Invitado   |
| 2018 | Tomb of the Sea       | Yang Hao     | Secundario |
| 2018 | The Legend of Hao Lan | Lao'ai       | Secundario |

### Películas
| Año  | Título               | Papel           | Notas     |
| ---- | -------------------- | --------------- | --------- |
| 2017 | Imperial Kitchen God | Zhang Jing-tang | Principal |

## Premios y nominaciones
| Año  | Premio                | Categoría                    | Resultado | Notas            |
| ---- | --------------------- | ---------------------------- | --------- | ---------------- |
| 2017 | Annual Newcomer Award | Mejor artista nuevo          | Ganador   | Junto a Zha Jie. |
| 2018 | Golden Jubilee Award  | Mejor estrella de series web | Ganador   |                  |